# RMC Story
RMC Story es una cadena de televisión nacional privada francesa perteneciente al grupo RMC BFM. Comenzó sus emisiones en la TNT el 12 de diciembre de 2012 a las 20:35.
Tras el rescate de la cadena por parte del grupo audiovisual NextRadioTV, en contradicción con los objetivos establecidos en la asignación de la licencia de emisión, el Consejo Superior Audiovisual francés decidió el 14 de octubre de 2015 revocar la licencia de emisión del canal en la TNT a partir del 30 de junio de 2016. El 30 de marzo de 2016, el Consejo de Estado anula esta decisión y el 16 de abril del mismo año el medio audiovisual NextRadioTV inicia su participación en el canal con un 39% de su capital y un año después se hace con el 100% del mismo.

## Historia

### El lanzamiento
Tras la convocatoria de seis nuevas licencias de emisión de nuevos canales nacionales en alta definición en la TNT, el Consejo Superior Audiovisual de Francia evaluó, el jueves 8 de marzo de 2012 a las 9:30 el proyecto conjunto de TVous La télédiversité y URb TV, que habían sido fusionados ambos proyectos el martes 6 de marzo de 2012. El 27 de marzo de 2012, el CSA anunció que el proyecto TVous La télédiversité había sido seleccionado como uno de los seis nuevos canales de TDT de alta definición, incluyendo algunos de los programas de URb TV.
El 5 de junio de 2012 TVous La télédiversité firmó el acuerdo con el CSA que le permite comenzar sus emisiones. Después de la asignación de frecuencias para los nuevos canales de TDT, TVous La télédiversité cambia de nombre y se convierte en Numéro 23.
El canal comenzó sus emisiones el 12 de diciembre de 2012 a las 20:35 horas.

### 2014
En septiembre de 2014, la audiencia de Numéro 23 finalmente comienza a "despegar" y a ser "aceptable" y comienza también a ser atractivo para más anunciantes. En marzo de 2015, la audiencia fue del 0,7 %, con un aumento de un 0,2 % en un año.

### 2015

#### Situación en primavera de 2015
Desde su inauguración, la línea editorial del canal se basa en una visión positiva y moderna de todas las diversidades, la paridad, la diversidad de orígenes culturales o sociales, la diversidad de la vida personal y familiar, las diferencias la condición física y la discapacidad.
La cadena, sin embargo, no ha cumplido con sus compromisos en este sentido. "De hecho, la cadena ofrece todo el tiempo reposiciones de series estadounidenses como Factor X Estados Unidos, Amazing Race EE.UU. o los concursos de tatuadores Best Ink : à la recherche du meilleur tatoueur. Citando palabras de Rachid Arhab, ex miembro del CSA, "la diversidad ha sido un pretexto para obtener la frecuencia. El único propósito de los titulares de este proyecto fue planificar una buena operación financiera".
El 2 de abril de 2015, el propietario de la cadena, Pascal Houzelot, anuncia el inicio de negociaciones para la reventa de la licencia de la cadena, otorgada por el CSA tres años atrás de forma gratuita, que ahora estaba valorada en 88,3 millones de euros. El grupo NextRadioTV, el cual ya es titular de otros dos canales en la TNT: BFM TV y RMC Découverte) y una cadena en la región de Ile de France llamada BFM Business.
El 10 de abril Nonce Paolini (TF1), Nicolás de Tavernost (M6) y Bertrand Méheut (Canal +) enviaron conjuntamente una carta al Presidente del Consejo Superior Audiovisual (CSA), Olivier Schrameck denunciando la perspectiva de dicha reventa y este valor excedente, un proyecto que les parece muy "chocante". Bajo su punto de vista, esta transacción "se ajusta simplemente en un enfoque especulativo a las frecuencias que son de dominio público y están sujetas a unas contrapartidas que el interesado nunca ha conocido. En este contexto, la Comisión debería analizar esta operación como un "fraude" que se especifica en la ley audiovisual.
En abril de 2015, el canal número 23 confirma una cuota de audiencia del 0,7%. Esta audiencia también se mantiene en julio de 2015
El sábado 20 de junio, según Médiametrie, el canal obtuvo un 0 % de audiencia en el prime time, siendo la primera vez que una televisión francesa consigue un resultado tan bajo. La serie Orphan Black solo fue seguida por 9 000 personas, necesitando para el 0,1 % 15 476 personas.

#### Revocación de la licencia de emisión
El 14 de octubre de 2015 el Consejo Superior Audiovisual de Francia decide revocar la licencia de emisión en la TNT de la cadena el 30 de junio de 2016. El CSA critica la relación de la cadena de televisión con United TV Holding (UTH), una filial del grupo ruso USM. En 2013,  Numéro 23 había vendido el 10% de su capital a UTH por 10 millones de euros. Esta compra incluye la opción de vender estas acciones, lo que ocurrió en 2015 con el intento de adquisición de la cadena por NextRadioTV El CSA considera esta operación como una "modificación sustancial" de las bases sobre las cuales se les había otorgado dicha licencia de emisión.
El 9 de diciembre, el CSA rechaza la apelación de la cadena, la cual anuncia que presentará un recurso ante el Consejo de Estado. El 25 de marzo de 2016, el veredicto del Consejo de Estado tras el dictamen del CSA considera "La mala fe del solicitante, y su deseo de eludir de manera deliberada con sus obligaciones y su mínimo de transparencia. El 30 de marzo de 2016, el Consejo de Estado determina que la decisión del Consejo Superior Audiovisual de estimar la existencia de un fraude a la ley sirve para justificar la retirada de una autorización pero que nunca ha sido demostrada.

### 2016
Numéro 23 continúa en emisión y aumentando su audiencia pasando del 0,8 % de cuota de pantalla. El 16 de abril de 2016, Pascal Houzelot anuncia que NextRadioTV participará en la chadena aportando un 39% del capital.

### Identidad visual
El logotipo original de Numéro 23 comprendía diferentes colores. En junio de 2013, En junio de 2013, se ha modificado ligeramente para que sea más legible marcado "Numéro" integrado en el logotipo de numéro 23.

Logotipo de Numéro 23 del 12 de diciembre de 2012 a 2 de enero de 2017
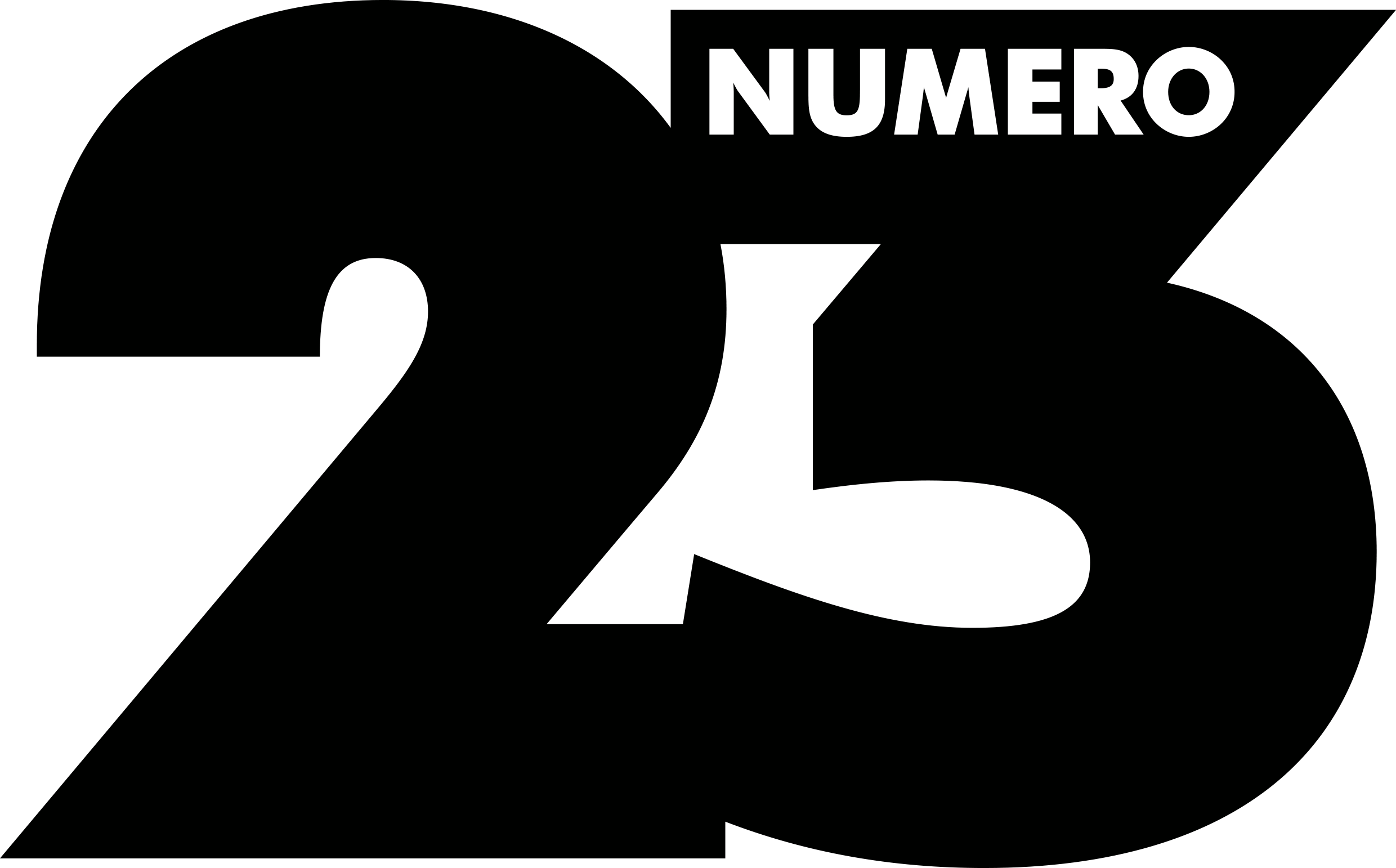
Logotipo de Numéro 23 desde 2 de enero de 2017

### Eslóganes
- 2012-2015 : La télédiversité
- desde inicios de 2015 : Intolérance Zéro

## Organización

### Dirigentes
Presidentes :
- Pascal Houzelot

Director general :
- Damien Cuier

### Ubicación
La ubicación de la cadena se encuentra en la rue du Pont-aux-Choux, 17 en el 3e arrondisement de París.

## Audiencias
|      | Enero | Febrero | Marzo | Abril | Mayo  | Junio | Julio | Agosto | Septiembre | Octubre | Noviembre | Diciembre | Media anual |
| ---- | ----- | ------- | ----- | ----- | ----- | ----- | ----- | ------ | ---------- | ------- | --------- | --------- | ----------- |
| 2012 | –     | –       | –     | –     | –     | –     | –     | –      | –          | –       | –         | 0,2 %     | 0,2 %       |
| 2013 | 0,2 % | 0,2 %   | 0,2 % | 0,2 % | 0,2 % | 0,2 % | 0,3 % | 0,4 %  | 0,3 %      | 0,3 %   | 0,3 %     | 0,3 %     | 0,3 %       |
| 2014 | 0,4 % | 0,4 %   | 0,5 % | 0,5 % | 0,5 % | 0,4 % | 0,5 % | 0,5 %  | 0,5 %      | 0,5 %   | 0,5 %     | 0,6 %     | 0,5 %       |
| 2015 | 0,7 % | 0,7 %   | 0,7 % | 0,7 % | 0,6 % | 0,6 % | 0,7 % | 0,8 %  | 0,7 %      | 0,6 %   | 0,5 %     | 0,7 %     | 0,7 %       |
| 2016 | 0,6 % | 0,7 %   | 0,7 % | 0,7 % | 0,8 % |       |       |        |            |         |           |           | 0,7 %       |

Source : Médiamétrie
Leyenda :
Fondo verde : Mejor resultado histórico.
Fondo rojo : Peor resultado histórico.